# Рыбчинская, Зинаида Сергеевна
Зинаида Сергеевна Рыбчинская (укр. Зінаїда Сергіївна Рибчинська, 4 (16) февраля 1885, Каменец-Подольский — 8 апреля 1964, Москва) — украинская и советская драматическая актриса и певица (меццо-сопрано).

## Биография
Зинаида Сергеевна Рибчинская родилась 4 февраля 1885 года в Каменец-Подольском. В родном городе училась в Мариинской гимназии. Закончила в Киеве Музыкально-драматическую школу Николая Лысенко и студию Киевского оперного театра (1904—1907, класс Марии Зотовой). Совершенствовала профессиональное мастерство в Италии.
Выступала в оперных театрах Тбилиси (1907—1908), Харькова, Казани, Баку, Киева (1910, 1914—1916, 1922—1923), Одессы (1912—1914), Екатеринбурга (1916—1917), а также в Италии (1911, 1928). Пропагандировала украинскую музыку, в частности произведения Николая Лысенко. В 1930-х играла в Московском театре имени Всеволода Мейерхольда.
В 1937 году была репрессирована, поэтому на сцене больше не выступала. Умерла 8 апреля 1964 года в Москве.

## Партии
- Солоха («Черевички» Петра Чайковского).
- Кончаковна («Князь Игорь» Александра Бородина).
- Мнишек («Борис Годунов» Модеста Мусоргского).
- Кармен («Кармен» Жоржа Бизе).
- Амнерис («Аида» Джузеппе Верди).